# Nonglard
Nonglard is een gemeente in het Franse departement Haute-Savoie (regio Auvergne-Rhône-Alpes) en telt 471 inwoners (1999). De plaats maakt deel uit van het arrondissement Annecy.

## Geografie
De oppervlakte van Nonglard bedraagt 4,1 km², de bevolkingsdichtheid is 114,9 inwoners per km².
De onderstaande kaart toont de ligging van Nonglard met de belangrijkste infrastructuur en aangrenzende gemeenten.

## Demografie
Onderstaande figuur toont het verloop van het inwonertal (bron: INSEE-tellingen).